# Borys Kolesnikov
Borys Viktorovitj Kolesnikov (ukrainska: Борис Вікторович Колесніков), född 25 oktober 1962 i Mariupol, Ukrainska SSR, Sovjetunionen, är en ukrainsk politiker; ledare av Oppositionsblocket för fred och utveckling och Regionernas parti.
Han är ägare och president för ishockeyklubben HK Donbass, är vicepresident i fotbollklubben Sjachtar Donetsk och står bak sportkanalen Xsport.
2010 uttalade han sig som Ukrainas vice premiärminister och politisk ansvarig för fotbolls-EM 2012; att ett lyckad arrangerande avskulle öppna för möjligheter att ansöka om Olympiska sommarspelen 2024 med Kiev.